# Linea U2 (metropolitana di Vienna)
La linea U2 della metropolitana di Vienna venne aperta al pubblico il 30 agosto 1980. Si estende per 16,7 km tra le stazioni di Karlsplatz e Seestadt. Il tempo di percorrenza della linea è di 30 minuti. È composta di 20 stazioni, di cui 9 sotterranee. Il colore che la identifica è il viola.

## Storia
Così come nel caso della Linea U1, i progetti della Linea U2 risalgono all'inizio del XX secolo. Il percorso originario della linea era costituito da un tunnel tranviario costruito durante gli anni sessanta ed era costituito da quattro stazioni: Mariahilfer Straße, Burggasse, Lerchenfelder Straße e Friedrich-Schmidt-Platz. Il tunnel venne poi riconvertito per poter ospitare la metropolitana, lavori che iniziarono in seguito al fatto che il sistema della rete celere viennese ("S-Bahn") non era più in grado di gestire il traffico sempre crescente di pendolari. Fu così che il 26 gennaio 1968, il consiglio comunale votò per iniziare la costruzione di una rete di 30 km.
I lavori continuarono fino a quando il 30 agosto 1980 non fu inaugurato il primo tratto della U2 da Karlsplatz a Schottenring. Col passare del tempo si pensò di prolungare la linea, infatti furono presentari vari progetti fino dagli anni novanta ma i lavori di un primo prolungamento iniziarono solamente nel 2003, con una cerimonia inaugurale di avvio tenutasi il 12 giugno 2006. Questo tratta della linea U2, tra Schottentor e Stadion, venne inaugurata il 10 maggio 2008. Tra il 2006 e il 2010 fu realizzato un ulteriore prolungamento della linea sulla tratta da Stadion e Aspernstraße con l'apertura di sette stazioni. Nel 2013 la linea è stata prolungata fino a Seestadt con l'aggiunta di altre tre stazioni.
Sono in fase di costruzione e/o progettazione delle nuove stazioni sulla U2 in direzione sud, che porteranno la linea ad una lunghezza totale di 19,2 Km.

## Stazioni
Nell'elenco che segue, a fianco ad ogni stazione, sono indicati l'anno di apertura, i servizi presenti e gli eventuali interscambi ferroviari:

Rappresentazione grafica

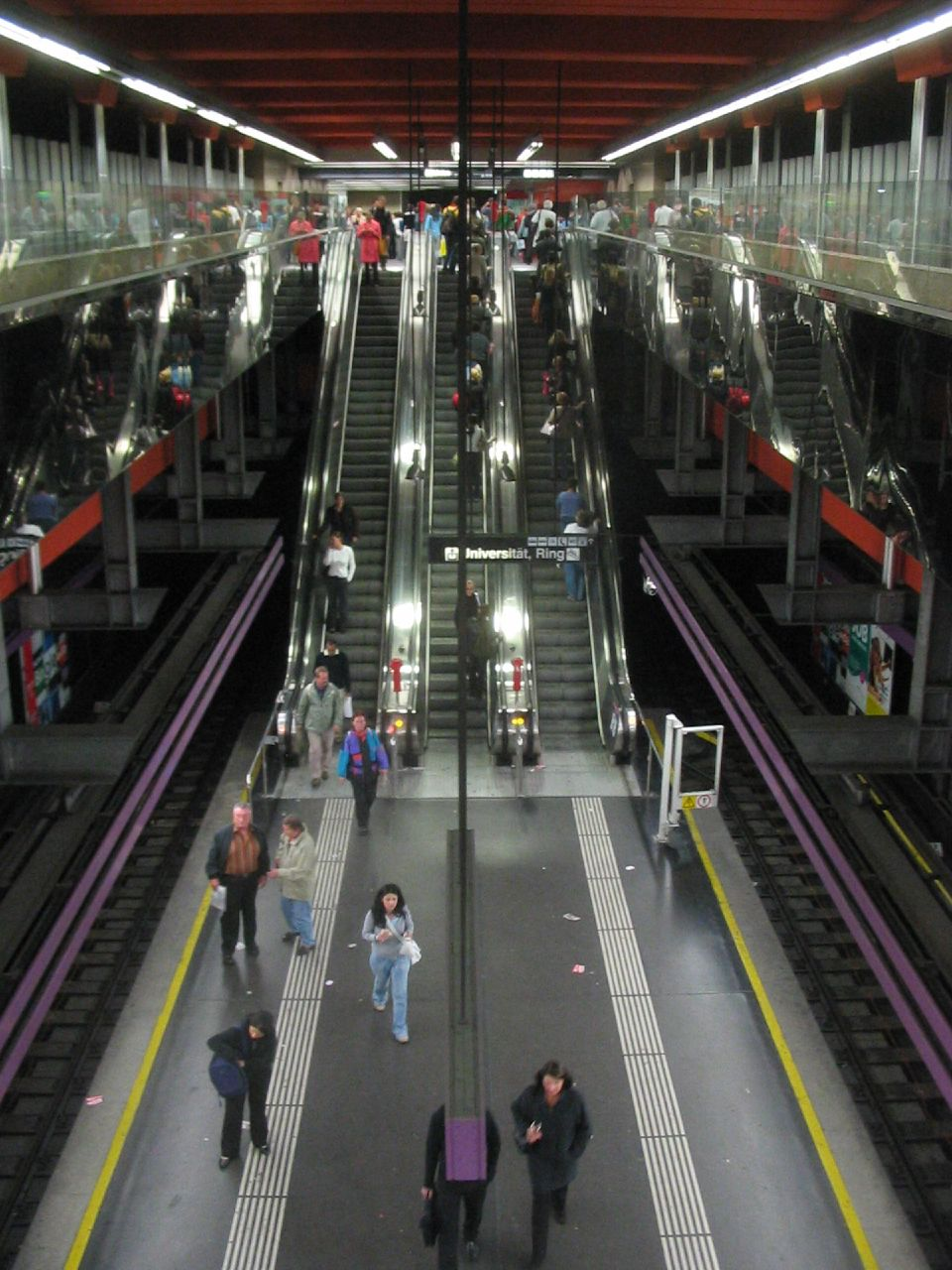
La stazione Schottentor

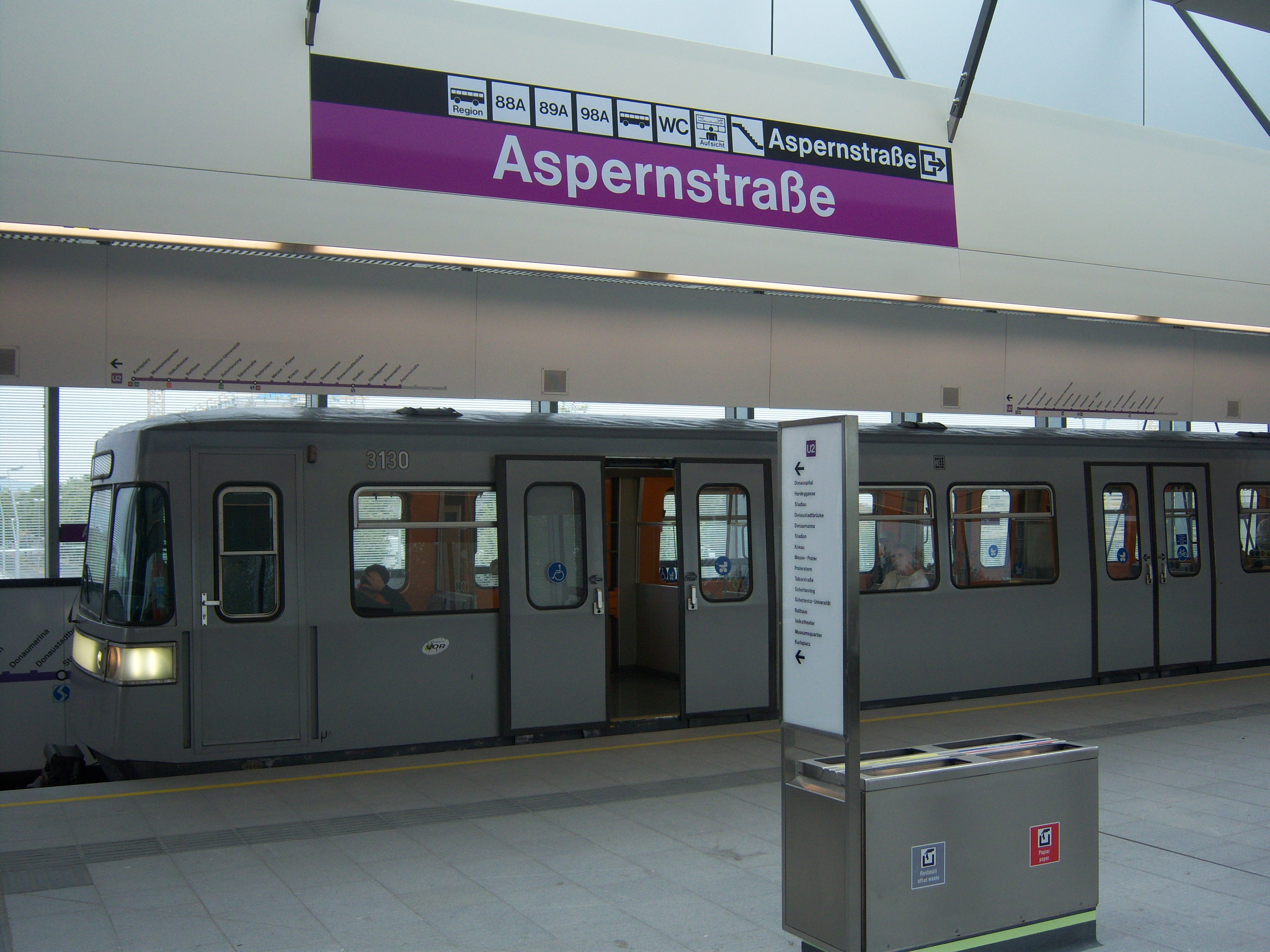
Un treno della linea fermo alla stazione Aspernstraße

| Unknown route-map component "uhKDSTa" |

| Unknown route-map component "uhBHF" |

| Unknown route-map component "uhÜST" |

| Unknown route-map component "uhSTRe" |

| Unknown route-map component "uINT" |

| Unknown route-map component "uÜST" |

| Unknown route-map component "uhSTRa" |

| Unknown route-map component "uhHST" |

| Unknown route-map component "uehHST" |

| Unknown route-map component "uhÜST" |

| Unknown route-map component "uhHST" |

| Unknown route-map component "uhÜST" |

| Unknown route-map component "uhHST" |

| Unknown route-map component "uhHST" |

| Unknown route-map component "uhÜST" |

| Unknown route-map component "uhINT" |

| Unknown route-map component "uhÜST" |

| Unknown route-map component "uhHST" |

| Unknown route-map component "uhKRZW" |

| Unknown route-map component "uhKRZW" |

| Unknown route-map component "uhHST" |

|  | Unknown route-map component "uhABZg+l" | Unknown route-map component "uhtSTRaq" |

| Unknown route-map component "uhÜST" |

| Unknown route-map component "uhHST" |

| Unknown route-map component "uhHST" |

| Unknown route-map component "uhtSTRa" |

| Urban tunnel stop on track |

| Unknown route-map component "utPSLm" |

| Unknown route-map component "utSTRq" | Unknown route-map component "utTINTtu" | Unknown route-map component "utSTRq" |

| Unknown route-map component "utÜST" |

| Urban tunnel stop on track |

| Unknown route-map component "utKRZW" |

| Unknown route-map component "uetABZq+l" | Unknown route-map component "utTINTtu" | Unknown route-map component "utSTRq" |

| Unknown route-map component "uxtABZg+l" | Unknown route-map component "utKRZtu" | Unknown route-map component "utSTRq" |

| Unknown route-map component "utSTRl" | Unknown route-map component "utABZg+r" |  |

| Unknown route-map component "utÜST" |

| Urban tunnel stop on track |

| Unknown route-map component "utPSLe" |

|  | Unknown route-map component "uetABZgl" | Unknown route-map component "uextSTR+r" |

| Unknown route-map component "uextSTRq" | Unknown route-map component "uetABZg+r" | Unused urban tunnel straight track |

| Unknown route-map component "uextSTR+l" | Unknown route-map component "utTHSTxt" | Unknown route-map component "uextSTRr" |

| Unused urban tunnel straight track | Unknown route-map component "utSTRl" | Unknown route-map component "utSTR+r" |

| Unused urban tunnel straight track |  | Urban tunnel unused stop on in-use track |

| Unused urban tunnel straight track |  | Unknown route-map component "utTINTt" |

| Unused urban tunnel straight track |  | Unknown route-map component "utÜSTl" |

| Unused urban tunnel straight track |  | Urban tunnel stop on track |

| Unused urban tunnel straight track |  | Unknown route-map component "utÜSTl" |

| Unused urban tunnel straight track |  | Unknown route-map component "utTBHFt" |

| Unused urban tunnel straight track |  | Unknown route-map component "utENDEe" |

| Unused urban tunnel straight track |

| Unknown route-map component "uxtTHSTt" |

| Unknown route-map component "uxtTHST" |

| Unused urban tunnel stop on track |

| Unused urban tunnel stop on track |

| Unused urban tunnel stop on track |

| Unused urban tunnel stop on track |

| Unknown route-map component "uextLSTR" |

| Unused urban end station |

|  |

|  |

|  |

|  |

|  |

|  |

## Prolungamenti
| Linea | Percorso             | Inaugurazione (prev.) | Lunghezza | Stazioni | Stato          |
| ----- | -------------------- | --------------------- | --------- | -------- | -------------- |
|       | Rathaus - Wienerberg | 2028                  | 3,9 km    | 6        | In costruzione |

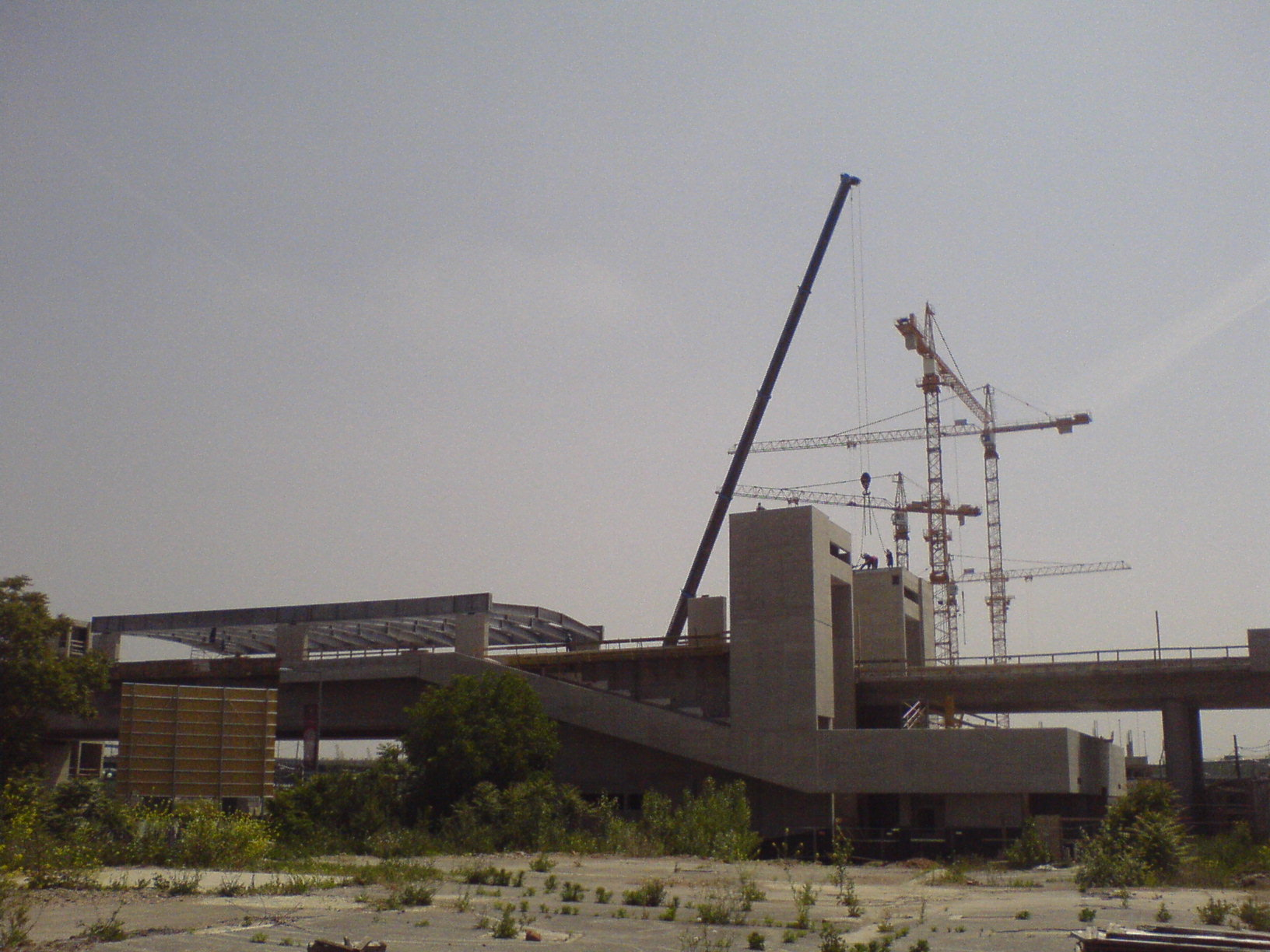
Una foto dei cantieri sulla Linea U2

Sulla U2 è in fase di realizzazione un nuovo prolugamento a sud che porterà il capolinea a Wienerberg per un totale di 3,9 Km..
Inoltre a partire dal 2026 la tratta tra Volkstheater e Karlsplatz non verrà più servita da questa linea ma dalla nuova linea U5 completamente automatica, in fase di realizzazione, che avrà anche un interscambio con l'attuale U2 nella stazione Rathaus.